# Società Sportiva Akragas Città dei Templi 2017-2018
Questa voce raccoglie le informazioni riguardanti la Società Sportiva Akragas Città dei Templi nelle competizioni ufficiali della stagione 2017-2018.

## Divise e sponsor
Il fornitore tecnico per la stagione 2017-2018 è Legea mentre lo sponsor di maglia è Meridiana (nel retro della maglia sotto la numerazione).
| Casa | Trasferta |

## Rosa
| N. |                          | Ruolo | Calciatore           |
| -- | ------------------------ | ----- | -------------------- |
| 1  | Italia (bandiera)        | P     | Alessandro Vono      |
| 2  | Italia (bandiera)        | A     | Filippo Franchi      |
| 3  | Italia (bandiera)        | D     | Genny Russo          |
| 3  | Italia (bandiera)        | D     | Ferdinando Raucci    |
| 4  | Italia (bandiera)        | C     | Riccardo Rotulo      |
| 4  | Italia (bandiera)        | C     | Giulio Sanseverino   |
| 5  | Italia (bandiera)        | C     | Filippo Caternicchia |
| 6  | Italia (bandiera)        | D     | Francesco Mileto     |
| 7  | Italia (bandiera)        | C     | Vincenzo Carrotta    |
| 8  | Brasile (bandiera)       | C     | Vicente              |
| 8  | Slovenia (bandiera)      | C     | Urban Žibert         |
| 9  | Italia (bandiera)        | A     | Giacomo Parigi       |
| 9  | Italia (bandiera)        | A     | Gaetano Dammacco     |
| 10 | Italia (bandiera)        | C     | Lorenzo Longo        |
| 10 | Guinea-Bissau (bandiera) | A     | Idrissa Camará       |
| 11 | Italia (bandiera)        | A     | Francesco Salvemini  |
| 11 | Italia (bandiera)        | D     | Andrea Pastore       |
| 12 | Italia (bandiera)        | P     | Antonio Lo Monaco    |

| N. |                    | Ruolo | Calciatore          |
| -- | ------------------ | ----- | ------------------- |
| 13 | Italia (bandiera)  | D     | Cristian Ioio       |
| 14 | Italia (bandiera)  | D     | Fabrizio Danese     |
| 15 | Italia (bandiera)  | D     | Andrea Pisani       |
| 16 | Italia (bandiera)  | A     | Calogero Minacori   |
| 17 | Italia (bandiera)  | C     | Marco Saitta        |
| 18 | Italia (bandiera)  | C     | Gaetano Navas       |
| 19 | Uruguay (bandiera) | D     | Antonio Sepe        |
| 20 | Italia (bandiera)  | D     | Silvio Petrucci     |
| 21 | Italia (bandiera)  | C     | Danilo Greco        |
| 22 | Italia (bandiera)  | P     | Antonino Amella     |
| 23 | Italia (bandiera)  | D     | Andrea Scrugli      |
| 24 | Italia (bandiera)  | A     | Riccardo Moreo      |
| 25 | Italia (bandiera)  | A     | Silvestre Tripoli   |
| 27 | Italia (bandiera)  | D     | Michele Canale      |
| 28 | Albania (bandiera) | A     | Ador Gjuci          |
| 29 | Italia (bandiera)  | C     | Fabrizio Bramati    |
| 30 | Italia (bandiera)  | C     | Giuseppe Di Salvo   |
| 31 | Italia (bandiera)  | C     | Giuseppe Indelicato |

## Calciomercato

### Sessione estiva(dal 1º luglio al 31 agosto)
| Acquisti | Acquisti            | Acquisti     | Acquisti      |
| R.       | Nome                | da           | Modalità      |
| -------- | ------------------- | ------------ | ------------- |
| C        | Filippo Alfano      | Arzachena    | fine prestito |
| D        | Michele Canale      |              | svincolato    |
| C        | Vincenzo Carrotta   | Paganese     | fine prestito |
| D        | Fabrizio Danese     | Chievo       | prestito      |
| A        | Filippo Franchi     | Roma         | prestito      |
| C        | Danilo Greco        | Sancataldese | definitivo    |
| P        | Christian Incardona | Gela         | fine prestito |
| D        | Cristian Ioio       |              | svincolato    |
| A        | Ador Gjuci          | Torino       | prestito      |
| P        | Antonio Lo Monaco   |              | svincolato    |
| D        | Francesco Mileto    |              | svincolato    |
| A        | Riccardo Moreo      | AlbinoLeffe  | prestito      |
| C        | Gaetano Navas       | Nocerina     | definitivo    |
| A        | Giacomo Parigi      | Atalanta     | prestito      |
| D        | Andrea Pisani       |              | svincolato    |
| C        | Marco Saitta        |              | svincolato    |
| A        | Francesco Salvemini | Ternana      | prestito      |
| C        | Vicente             |              | svincolato    |
| P        | Alessandro Vono     | Livorno      | definitivo    |

| Cessioni | Cessioni            | Cessioni     | Cessioni                         |
| R.       | Nome                | a            | Modalità                         |
| -------- | ------------------- | ------------ | -------------------------------- |
| P        | Stefano Addario     |              | svincolato                       |
| D        | Luca Attardo        | Canicattì    | prestito                         |
| A        | Fabio Aveni         |              | svincolato                       |
| A        | Girolamo Blandina   | Paceco       | prestito                         |
| C        | Fabrizio Bramati    | Messina      | fine prestito                    |
| D        | Thiago Cazé         | Carrarese    | definitivo                       |
| A        | Germán Cochis       |              | svincolato                       |
| A        | Salvatore Cocuzza   | Messina      | definitivo                       |
| C        | Fausto Coppola      | Entella      | fine prestito                    |
| A        | Danijel Klarić      |              | svincolato                       |
| C        | Alessio Leveque     | Torino       | prestito con diritto di riscatto |
| C        | Luca Palmiero       | Napoli       | fine prestito                    |
| P        | Pasquale Pane       | Siena        | definitivo                       |
| C        | Bruno Pezzella      | Messina      | definitivo                       |
| C        | Marco Privitera     |              | svincolato                       |
| D        | Cristian Riggio     | Crotone      | fine prestito                    |
| A        | Francesco Salvemini | Ternana      | fine prestito                    |
| A        | Simone Sicurella    | Sancataldese | prestito                         |
| D        | Simone Tardo        | Lavagnese    | fine prestito                    |

### Operazioni fra le due sessioni
| Acquisti | Acquisti         | Acquisti | Acquisti   |
| R.       | Nome             | da       | Modalità   |
| -------- | ---------------- | -------- | ---------- |
| C        | Fabrizio Bramati |          | svincolato |

### Sessione invernale(dal 3 gennaio al 31 gennaio)
| Acquisti | Acquisti           | Acquisti    | Acquisti   |
| R.       | Nome               | da          | Modalità   |
| -------- | ------------------ | ----------- | ---------- |
| A        | Idrissa Camará     | Avellino    | prestito   |
| A        | Gaetano Dammacco   | Matera      | prestito   |
| D        | Andrea Pastore     | Alessandria | prestito   |
| D        | Ferdinando Raucci  | Bisceglie   | prestito   |
| C        | Giulio Sanseverino |             | svincolato |
| C        | Urban Žibert       | Juve Stabia | prestito   |

| Cessioni | Cessioni            | Cessioni       | Cessioni                         |
| R.       | Nome                | a              | Modalità                         |
| -------- | ------------------- | -------------- | -------------------------------- |
| A        | Filippo Franchi     | Roma           | fine prestito                    |
| C        | Lorenzo Longo       | Fidelis Andria | definitivo                       |
| A        | Giacomo Parigi      | Atalanta       | fine prestito                    |
| C        | Riccardo Rotulo     | Sanremese      | prestito                         |
| D        | Genny Russo         | Bisceglie      | definitivo                       |
| A        | Francesco Salvemini | Ternana        | fine prestito                    |
| D        | Antonio Sepe        | Catanzaro      | definitivo                       |
| A        | Silvestre Tripoli   | Crotone        | prestito con diritto di riscatto |
| C        | Vicente             | Juve Stabia    | definitivo                       |

## Risultati

### Serie C

#### Girone di andata
| Arbitro: | Dionisi (L'Aquila) |

|               |           |  |
| Stendardo 18’ | Marcatori |  |

| Arbitro: | De Remigis (Teramo) |

|                                   |           |                                      |
| Salvemini 13’ (rig.) Mileto 45+2’ | Marcatori | 30’ Gigliotti 78’ Franco 83’ Rossini |

| Monopoli 9 settembre 2017, ore 18:30 CEST 3º giornata | Monopoli         | 0 – 0 referto | Akragas | Stadio Vito Simone Veneziani (1 900 spett.)\| Arbitro: \| Clerico (Torino) \| |
| Arbitro:                                              | Clerico (Torino) |               |         |                                                                               |

| Arbitro: | D’Ascanio (Ancona) |

|                                |           |  |
| Longo 39’ (rig.) Franchi 90+5’ | Marcatori |  |

| Arbitro: | Cudini (Fermo) |

|  |           |           |
|  | Marcatori | 41’ Longo |

| Arbitro: | Santoro (Messina) |

|  |           |                                      |
|  | Marcatori | 3’ Liotti 83’ Scardina 90+4’ Mancino |

| Arbitro: | Lorenzin (Castelfranco Veneto) |

|                                        |           |          |
| Letizia 6’ (rig.) Riggio 17’ Cunzi 85’ | Marcatori | 35’ Sepe |

| Arbitro: | Cascone (Nocera Inferiore) |

|                          |           |                               |
| Salvemini 30’ Parigi 39’ | Marcatori | 35’ Azzi 80’ (rig.) Jovanović |

| Lecce 14 ottobre 2017, ore 14:30 CEST 9ª giornata | Lecce              | 0 – 0 referto | Akragas | Stadio Via del Mare (8 536 spett.)\| Arbitro: \| Zanonato (Vicenza) \| |
| Arbitro:                                          | Zanonato (Vicenza) |               |         |                                                                        |

| Arbitro: | Pashuku (Albano Laziale) |

|                  |           |                        |
| Viola 55’ (aut.) | Marcatori | 62’ Canotto 70’ Simeri |

| Arbitro: | Prontera (Bologna) |

|                         |           |  |
| D'Angelo 8’ Bollino 90’ | Marcatori |  |

| Arbitro: | De Angeli (Abbiategrasso) |

|               |           |  |
| Silvestri 23’ | Marcatori |  |

| Arbitro: | Marcenaro (Genova) |

|  |           |                          |
|  | Marcatori | 4’ Statella 29’ Bruccini |

| Arbitro: | Mantelli (Brescia) |

|                            |           |  |
| Saraniti 42’ Madonia 90+5’ | Marcatori |  |

| Arbitro: | Fontani (Siena) |

|                 |           |                                                      |
| Salvemini 90+3’ | Marcatori | 34’ Curcio 73’, 75’, 79’ Scaringella 90+5’ Minicucci |

| Arbitro: | Natilla (Molfetta) |

|                           |           |  |
| Di Grazia 58’ Curiale 62’ | Marcatori |  |

| Arbitro: | Maranesi (Ciampino) |

|               |           |  |
| Salvemini 64’ | Marcatori |  |

| Arbitro: | Longo (Paola) |

|                                |           |  |
| Corvia 55’, 73’ Corticchia 84’ | Marcatori |  |

| 17 dicembre 2017 Riposo |  | – |  |  |

#### Girone di ritorno
| Arbitro: | Zufferli (Udine) |

|          |           |                     |
| Sepe 69’ | Marcatori | 81’ (rig.) Giovinco |

| Arbitro: | Cascone (Nocera Inferiore) |

|                       |           |  |
| Franco 2’ Rossini 50’ | Marcatori |  |

| Arbitro: | Miele (Torino) |

|                                 |           |                                  |
| Salvemini 34’ (rig.) Parigi 47’ | Marcatori | 29’ Sarao 51’ Bei 78’ Mercadante |

| Arbitro: | Feliciani (Teramo) |

|            |           |  |
| Tascone 8’ | Marcatori |  |

| Arbitro: | Vigile (Cosenza) |

|              |           |               |
| Dammacco 46’ | Marcatori | 25’ Turchetta |

| Arbitro: | Luciani (Roma) |

|            |           |  |
| Liotti 60’ | Marcatori |  |

| Arbitro: | Ricci (Firenze) |

|            |           |                       |
| Mileto 54’ | Marcatori | 20’ Spighi 79’ Corado |

| Arbitro: | Rossetti (Ancona) |

|                             |           |               |
| D'Ursi 65’ Joavanovic 90+4’ | Marcatori | 90+1’ Damacco |

| Arbitro: | Marchetti (Ostia Lido) |

|  |           |                           |
|  | Marcatori | 25’ Saraniti 89’ Dubickas |

| Arbitro: | Donda (Gradisca d'Isonzo) |

|                                                                        |           |  |
| Mastalli 21’ Paponi 29’ Strefezza 39’ Canotto 43’ Simeri 54’, 57’, 76’ | Marcatori |  |

| Arbitro: | Cosso (Reggio Calabria) |

|  |           |                                  |
|  | Marcatori | 35’ (rig.) Bollino 76’ Camilleri |

| Arbitro: | Bitonti (Bologna) |

|  |           |              |
|  | Marcatori | 68’ Polidori |

| Cosenza 25 marzo 2018, ore 18:30 CEST 32ª giornata | Cosenza             | 0 – 0 referto | Akragas | San Vito-Gigi Marulla (1.175 spett.)\| Arbitro: \| Maranesi[38] (Ciampino) \| |
| Arbitro:                                           | Maranesi (Ciampino) |               |         |                                                                               |

| Arbitro: | Acanfora (Castellammare di Stabia) |

|  |           |             |
|  | Marcatori | 6’ Anastasi |

| Arbitro: | Gualtieri (Asti) |

|             |           |  |
| Colella 27’ | Marcatori |  |

| Arbitro: | Paterna (Teramo) |

|             |           |                                    |
| Pastore 59’ | Marcatori | 33’ Lodi 48’ Curiale 50’ Mazzarani |

| Arbitro: | Fontani (Siena) |

|                              |           |  |
| Sciamanna 38’ Provenzano 78’ | Marcatori |  |

| Arbitro: | Feliciani (Teramo) |

|  |           |                                      |
|  | Marcatori | 45+1’ Vastola 66’ Addessi 73’ Pompei |

| 6 maggio 2018 38ª giornata - Riposo |  | – |  |  |

### Coppa Italia Serie C
| Arbitro: | Rutella (Enna) |

|                  |           |                                           |
| Longo 67’ (rig.) | Marcatori | 12’ Tavares 76’ Camilleri 87’ Arcidiacono |

| Arbitro: | Marchetti (Ostia Lido) |

|                                                                   |           |  |
| Ripa 21’, 29’ Correia 68’ Rossetti 71’ Tedeschi 78’ Mazzarani 88’ | Marcatori |  |